# Mike Matheson
Michael Wallace Matheson, detto Mike (Pointe-Claire, 27 febbraio 1994), è un hockeista su ghiaccio canadese.

## Palmarès

### Mondiali
- 2 medaglie:
  - 1 oro (Russia 2016)
  - 1 argento (Germania/Francia 2017)